# Mozartfest-Wettbewerb für Gesang
Der Mozartfest-Wettbewerb für Gesang der Hochschule für Musik Würzburg ist ein Musikwettbewerb, der seit 1975 veranstaltet wird. Seit 1977 ist der Wettbewerb auf klassischen Gesang beschränkt und wird etwa alle drei Jahre zeitgleich zum Würzburger Mozartfest ausgerichtet. Damen und Herren werden gemeinsam gewertet.

## Preisträger

### 1. bis 4. Wettbewerb (1975–1979)
- 1975 (1. Wettbewerb): Für Violine ausgerichtet.
- 1977 (2. Wettbewerb): Waltraud Meier (1. Preis), Margit Cuwie (2. Preis), Susanne Heyng (3. Preis)
- 1978 (3. Wettbewerb): Kein 1. Preis, Rudolf Hillebrand (2. Preis), Christiane Hampe (2. Preis), Theo Römer (3. Preis)
- 1979 (4. Wettbewerb): Dorothea Wirtz (1. Preis), Agnes Habereder (2. Preis), Markus Goritzki (3. Preis),

### 5. bis 10. Wettbewerb (1980–1989)
- 1980 (5. Wettbewerb): Kein 1. Preis, Regina Klepper (2. Preis), Klaus Lapins (2. Preis), Angelika Luz (3. Preis)
- 1981 (6. Wettbewerb): Christoph Stephinger (1. Preis), Hedwig Fassbender (2. Preis), Berthold Possemeyer (3. Preis)
- 1983 (7. Wettbewerb): Ulrike Sonntag (1. Preis), Mechthild Georg (2. Preis), Stefanie Ganswindt (3. Preis)
- 1985 (8. Wettbewerb): Gabriele Rossmanith (1. Preis), 2. Susanne Hagen (2. Preis), Clemens Bieber (3. Preis)
- 1987 (9. Wettbewerb): Lioba Braun (1. Preis), Thomas Quasthoff (1. Preis), Susanne Blattert (2. Preis), Otto Katzameier (2. Preis)
- 1989 (10. Wettbewerb): Kein 1. Preis, Klaus Häger (2. Preis), Silvia Klauder (3. Preis)

### 11. bis 13. Wettbewerb (1990–1999)
- 1991 (11. Wettbewerb): Kein 1. Preis, Jochen Kupfer (2. Preis), Matthias Winter (3. Preis)
- 1993 (12. Wettbewerb): Simone Nold (1. Preis), Thomas Bauer (2. Preis), Dörte Blase (3. Preis)
- 1996 (13. Wettbewerb): Bernd Hofmann (1. Preis), Diana Damrau (2. Preis), Anke Vondung (3. Preis)

### Ab 14. Wettbewerb (seit 2000)
- 2002 (14. Wettbewerb): Silke Burth (1. Preis), Andrea Stadel (2. Preis), Sebastian Geyer (3. Preis)
- 2006 (15. Wettbewerb): Dominik Hosefelder (1. Preis), Trine Wilsberg Lund (2. Preis), Steve Wächter (3. Preis)